# Gentianella hirculus
Gentianella hirculus, comúnmente llamada globitos, es una especie de planta de la familia Gentianaceae, endémica de Ecuador.

## Descripción y hábitat
Es una planta perenne herbácea o sufrutescente de hasta 20 cm de alto (aunque comúnmente no supera los 10 cm), que crece solitaria o en colonias de considerable tamaño. Las hojas brillantes, coriáceas, de color verde oscuro, son opuestas, abundantes, espatulado-lineales de ápice redondeado, de alrededor de 1 cm de largo y hasta 4 mm de ancho. La inflorescencia es una cima de 1 a 3 flores globosas, de corola amarilla a anaranjada, con 5 lóbulos de borde rojo intenso. Como las flores permanecen cerradas, las rayas rojas hacen que parezcan pequeñas pelotas de playa.
Gentianella hirculus es una especie endémica de la Provincia de Azuay, al sur de Ecuador. En particular, se distribuye en el ecosistema de páramo andino en el Parque Nacional Cajas, entre los 3600 y los 4400 m s. n. m.

## Taxonomía
Gentianella hirculus fue descrita en 1960 por Humberto Antonio Fabris, sobre un basónimo de August Heinrich Rudolf Grisebach, en el Boletín de la Sociedad Argentina de Botánica 8: 170.

### Etimología
Gentianella: diminutivo de Gentiana, nombre que, según Plinio el Viejo y Dioscórides,, deriva del de Gencio, rey de Iliria en el siglo II a. C., a quien se atribuía el descubrimiento del valor curativo de Gentiana lutea.
hirculus: epíteto latino que significa "chivito"; usado por Linneo para describir la especie Saxifraga hirculus, y probablemente aplicada por Grisebach a la especie en cuestión por el parecido con esta.

### Sinonimia
- Gentiana hirculus Griseb.[4]